# William Bradford (Kameramann)
William Bradford (* 8. September 1905 in Barre, Vermont; † 18. Mai 1959 in Los Angeles, Kalifornien) war ein US-amerikanischer Kameramann, der bei der Oscarverleihung 1941 für einen Oscar für die besten Spezialeffekte nominiert war.

## Leben
Bradford begann seine Laufbahn in der Filmwirtschaft Hollywoods Kameraassistent und Kameramann 1935 bei den Filmen The Phantom Empire sowie Tumbling Tumbleweeds und wirkte im Laufe seiner bis zu seinem Tod dauernden Tätigkeit als Kameramann an der Herstellung von knapp 120 Filmen und Folgen von Fernsehserien mit.
Für seine Arbeit für die fotografischen Spezialeffekte bei dem Film Women in War (1940) wurde er bei der Oscarverleihung 1941 gemeinsam mit Howard Lydecker, Bud Thackery und Herbert Norsch für den Oscar für die besten Spezialeffekte nominiert.

## Filmografie
- 1935: Phantom-Reiter (The Phantom Empire)
- 1935: Fünf Jahre und ein Tag danach (Tumbling Tumbleweeds)
- 1940: Women in War
- 1942: The Sombrero Kid
- 1944: Jamboree
- 1944: Alarm im Pazifik (The Fighting Seabees)
- 1945: Utah
- 1946: Schüsse auf der Ranch (My Pal Trigger)
- 1945: Scotland Yard Investigator
- 1946: Conquest of Cheyenne
- 1947: Marshal of Cripple Creek
- 1947: Verwegene Männer im Sattel (The Last Round-Up)
- 1948: Der Rächer von Los Angeles (Old Los Angeles)
- 1948: Geladene Pistolen (Loaded Pistols)
- 1949: Gespensterreiter (Riders in the Sky)
- 1949: Männer mit eisernen Nerven (Riders oh the Whistling Pines)
- 1950: The Blazing Sun
- 1950: The Gene Autry Show (Fernsehserie)
- 1951: The Range Rider (Fernsehserie)
- 1952: Barbed Wire
- 1953: Saginaw Trail
- 1954: Annie Oakley (Fernsehserie)
- 1956: Bankraub in Mexiko (The Three Outlaws)
- 1958: Sky King (Fernsehserie)